# Monika Marcinkowska
Monika Marcinkowska (ur. 1973) – polska ekonomistka, specjalizująca się w bankowości, wykładowczyni Uniwersytetu Łódzkiego.

## Życiorys
Monika Marcinkowska uzyskała tytuł magistra zarządzania i marketingu na Uniwersytecie Łódzkim na podstawie pracy Wycena przedsiębiorstw – wpływ uwarunkowań i przesłanek na wybór metody oraz wyniki wyceny (1996). W 1998 otrzymała stopień doktora nauk ekonomicznych w zakresie nauk o zarządzaniu na podstawie napisanej pod kierunkiem Alicji Jarugi dysertacji Rola rachunkowości w zarządzaniu wartością firmy. Habilitowała się tamże w 2004 w zakresie ekonomii, przedstawiwszy dzieło Wartość banku – kreowanie wartości i pomiar wyników działalności banku. W 2014 otrzymała tytuł profesora nauk ekonomicznych.
Jej zainteresowania naukowe obejmują: bankowość; zarządzanie instytucjami finansowymi; rachunkowość instytucji finansowych; innowacje finansowe; zarządzanie wartością przedsiębiorstw, kapitał intelektualny; społeczną odpowiedzialność przedsiębiorstw; zrównoważone finanse; władztwo korporacyjne (corporate governance).
Od 1998 zawodowo związana z Uniwersytetem Łódzkim, pełniąc funkcje m.in. kierowniczki Katedry Bankowości Wydziału Ekonomiczno-Socjologicznego UŁ oraz dyrektorki Instytutu Finansów Wydziału Ekonomiczno-Socjologicznego UŁ. Do 2001 pracowała także w sektorze prywatnym, głównie w bankowości.
Członkini m.in.: European Banking Authority’s Banking Stakeholder Group (od 2016), Komitetu Ewaluacji Jednostek Naukowych (2013–2019), Komitetu Nauk o Finansach Polskiej Akademii Nauk (od 2011; w kadencji 2015–2020 wiceprzewodnicząca), kapituły konkursu The Best Annual Report (od 2006), Rady Nadzorczej ING, komitetu doradczego Europejskiego Urzędu Nadzoru Bankowego.
Wyróżniona m.in. Brązowym Krzyżem Zasługi (2006) i srebrnym medalem Mikołaja Kopernika Związku Banków Polskich (2016).

## Monografie
- Marcinkowska M., Kształtowanie wartości firmy, PWN, Warszawa 2000.
- Marcinkowska M., Wartość banku – kreowanie wartości i pomiar wyników działalności banku, Wyd. Uniwersytetu Łódzkiego, Łódź 2003.
- Marcinkowska M., Roczny raport z działań i wyników przedsiębiorstwa. Współczesne trendy w sprawozdawczości, Oficyna Ekonomiczna, Kraków 2004.
- Marcinkowska M., Ocena działalności instytucji finansowych, Difin, Warszawa 2007.
- Marcinkowska M., Standardy kapitałowe banków. Bazylejska Nowa Umowa Kapitałowa w polskich regulacjach nadzorczych, Regan Press, Gdańsk 2009.
- Marcinkowska M., Kapitał relacyjny banku, Wydawnictwo Uniwersytetu Łódzkiego, Łódź 2013 (tom I: Kształtowanie relacji banku z otoczeniem; tom II: Relacje banku z kluczowymi interesariuszami; tom III:  Ocena banku w kontekście relacji z interesariuszami).
- Marcinkowska M., Corporate governance w bankach – teoria i praktyka, Wydawnictwo Uniwersytetu Łódzkiego, Łódź 2014.
- Kuchciak I., Świeszczak M., Świeszczak K., Marcinkowska M., Edukacja finansowa i inkluzja bankowa w realizacji koncepcji silver economy, Wydawnictwo Uniwersytetu Łódzkiego, Łódź 2014.
- Marcinkowska M., Wdowiński P. (red.), Wpływ regulacji kapitałowych i płynnościowych sektora bankowego na wzrost gospodarczy Polski, Wyd. UŁ, Łódź 2016.
- Marcinkowska M., Kapitał relacyjny banków a kryzys pandemiczny. Działania polskich banków względem interesariuszy w obliczu Covid-19, Wydawnictwo SIZ, Łódź 2020.